# Fußberg (Maisach)
Fußberg ist ein Gemeindeteil von Maisach im oberbayerischen Landkreis Fürstenfeldbruck. Am 1. Mai 1978 kam Fußberg als Gemeindeteil der bis dahin selbständigen Gemeinde Überacker zu Maisach.
Das Kirchdorf liegt circa zwei Kilometer nördlich von Maisach und ist über Überacker zu erreichen.

## Baudenkmäler
- Katholische Filialkirche St. Ulrich, erbaut im 12./13. Jahrhundert